# Championnat de France féminin de handball de Nationale 1 2023-2024
Navigation
2022-2023 2024-2025
Le championnat de France féminin de handball de Nationale 1 est le troisième niveau de cette discipline dans en France derrière la Division 2.

## Modalités
Le championnat oppose cinquante-deux équipes dont quelques réserves de clubs de Division 1 (LBE) et Division 2. Les équipes sont réparties en quatre poules de douze selon des critères géographiques et sportifs (classement de la saison précédente, équilibre des équipes réserves).
À la fin de la saison, le meilleur premier dispute une finale contre le champion ultramarin pour déterminer le champion de France. Dans chaque poule, l'équipe non réserve la mieux classée est susceptible d’accéder en Division 2, soit 4 équipes qui sont classées de 1 à 4. Les 4 équipes seront départagés de la façon suivante (dans l’ordre, le critère suivant s’applique si le précédent ne permet pas de départager deux équipes) :
- ratio nombre de points sur nombre de matches joués,
- ratio goal average, sur nombre de matches joués,
- ratio meilleure attaque sur nombre de matches joués,
- tirage au sort.
Une fois ce classement à 4 établi, les équipes classées première et deuxième accèdent en Division 2. Un barrage d’accession en match aller/retour se joue entre l'équipe classée troisième et l'équipe classée quatrième, le match aller se disputant chez l'équipe classée quatrième. Les trois derniers de chaque groupe (soit 12 clubs) descendent en Nationale 2.

## Équipes participantes

### Composition des poules
| Poule                               | Club                                                                        | Localisation       | Classement de 2022-2023 |
| ----------------------------------- | --------------------------------------------------------------------------- | ------------------ | ----------------------- |
| 1                                   |                                                                             |                    |                         |
| US Mios-Biganos HB                  | Nouvelle-Aquitaine, Gironde, Biganos                                        | 2e, poule 1        |                         |
| Rochechouart St-Junien HB 87        | Nouvelle-Aquitaine, Haute-Vienne, Rochechouart et Saint-Junien              | 3e, poule 1        |                         |
| Angoulême Charente handball         | Nouvelle-Aquitaine, Charente (département), Angoulême                       | 4e, poule 1        |                         |
| Bergerac 2P HB                      | Nouvelle-Aquitaine, Dordogne, Bergerac                                      | 5e, poule 1        |                         |
| Côte Basque Handball                | Nouvelle-Aquitaine, Pyrénées-Atlantiques, Anglet et Bayonne                 | 6e, poule 1        |                         |
| Neptunes de Nantes rés.             | Pays de la Loire, Loire-Atlantique, Nantes                                  | 6e, poule 2        |                         |
| La Roche-sur-Yon Vendée HB          | Pays de la Loire, Vendée, La Roche-sur-Yon                                  | 7e, poule 1        |                         |
| BS Montluçon HB                     | Auvergne-Rhône-Alpes, Allier, Montluçon                                     | 8e, poule 1        |                         |
| Mérignac Handball rés.              | Nouvelle-Aquitaine, Gironde, Mérignac                                       | 9e, poule 1        |                         |
| Bruguières OC 31                    | Occitanie, Haute-Garonne, Bruguières                                        | 10e, poule 1       |                         |
| Zibero Sport Tardets                | Nouvelle-Aquitaine, Pyrénées-Atlantiques, Anglet et Bayonne                 | 1er de N2, poule 1 |                         |
| HBC Celles-sur-Belle rés.           | Nouvelle-Aquitaine, Deux-Sèvres, Celles-sur-Belle                           | 1er de N2, poule 2 |                         |
| 2                                   |                                                                             |                    |                         |
| CJF Fleury Loiret Handball          | Centre-Val de Loire, Loiret, Fleury-les-Aubrais                             | 14e de D2          |                         |
| HB Octeville-sur-Mer                | Normandie (région administrative), Seine-Maritime, Octeville-sur-Mer        | 1er, poule 2       |                         |
| Rouen Handball                      | Normandie, Seine-Maritime, Rouen                                            | 2e, poule 2        |                         |
| Brest Bretagne Handball rés.        | Bretagne, Finistère, Brest                                                  | 3e, poule 2        |                         |
| CPB Rennes Handball                 | Bretagne, Ille-et-Vilaine, Rennes                                           | 4e, poule 2        |                         |
| Harnes HBC                          | Hauts-de-France, Pas-de-Calais, Harnes                                      | 5e, poule 2        |                         |
| Saint-Amand Handball rés.           | Hauts-de-France, Nord, Saint-Amand-les-Eaux                                 | 7e, poule 2        |                         |
| CL Colombelles Handball             | Normandie, Calvados, Colombelles                                            | 8e, poule 2        |                         |
| Chambray Touraine HB rés.           | Centre-Val de Loire, Indre-et-Loire, Chambray-lès-Tours                     | 10e, poule 2       |                         |
| Rueil AC Handball                   | Île-de-France, Hauts-de-Seine, Rueil-Malmaison                              | 8e, poule 1        |                         |
| Roz Hand'Du 29                      | Bretagne (région administrative), Finistère, Elliant                        | 1er de N2, poule 3 |                         |
| Stade béthunois handball            | Hauts-de-France, Pas-de-Calais, Béthune                                     | 1er de N2, poule 4 |                         |
| 3                                   |                                                                             |                    |                         |
| Palente Besançon HB                 | Bourgogne-Franche-Comté, Doubs, Besançon                                    | 13e de D2          |                         |
| JDA Dijon HB rés.                   | Bourgogne-Franche-Comté, Côte-d'Or, Dijon                                   | 1er, poule 3       |                         |
| Metz Handball rés.                  | Grand Est, Moselle, Metz                                                    | 2e, poule 3        |                         |
| ES Besançon rés.                    | Bourgogne-Franche-Comté, Doubs, Besançon                                    | 3e, poule 3        |                         |
| Reims Champagne HB                  | Grand Est, Marne, Reims                                                     | 4e, poule 3        |                         |
| ASPTT Strasbourg                    | Grand Est, Bas-Rhin, Strasbourg                                             | 5e, poule 3        |                         |
| Stella Saint-Maur Handball rés.     | Île-de-France, Val-de-Marne, Saint-Maur-des-Fossés                          | 6e, poule 3        |                         |
| Chevigny-Saint-Sauveur HB           | Bourgogne-Franche-Comté, Côte-d'Or, Chevigny-Saint-Sauveur                  | 7e, poule 3        |                         |
| Yutz Handball féminin               | Grand Est, Moselle, Yutz                                                    | 8e, poule 3        |                         |
| US Palaiseau                        | Île-de-France, Essonne, Palaiseau                                           | 11e, poule 2       |                         |
| Entente Saône Mamirolle HB          | Bourgogne-Franche-Comté, Doubs, Saône et Mamirolle                          | 1er de N2, poule 6 |                         |
| Villemomble Handball                | Île-de-France, Seine-Saint-Denis, Villemomble                               | 1er de N2, poule 5 |                         |
| 4                                   |                                                                             |                    |                         |
| SHBC La Motte-Servolex              | Auvergne-Rhône-Alpes, Savoie, La Motte-Servolex                             | 4e, poule 4        |                         |
| Union du pays d'Aix Bouc HB         | Provence-Alpes-Côte d'Azur, Bouches-du-Rhône, Bouc-Bel-Air                  | 3e, poule 4        |                         |
| OGC Nice CA HB rés.                 | Provence-Alpes-Côte d'Azur, Alpes-Maritimes, Nice                           | 4e, poule 4        |                         |
| AS Cannes Mandelieu Handball        | Provence-Alpes-Côte d'Azur, Alpes-Maritimes, Cannes et Mandelieu-la-Napoule | 5e, poule 4        |                         |
| CS Annecy-le-Vieux HB               | Auvergne-Rhône-Alpes, Haute-Savoie, Annecy                                  | 6e, poule 4        |                         |
| HBF Montpellier Frontignan 34       | Occitanie, Hérault, Frontignan et Montpellier                               | 7e, poule 4        |                         |
| Mazan-Sorgues HB 84                 | Provence-Alpes-Côte d'Azur, Vaucluse, Mazan et Sorgues                      | 8e, poule 4        |                         |
| Handball Saint-Étienne Métropole 42 | Auvergne-Rhône-Alpes, Loire, Saint-Étienne                                  | 9e, poule 4        |                         |
| HBC Thuir                           | Occitanie, Pyrénées-Orientales, Thuir                                       | 9e, poule 4        |                         |
| Saint-Flour Handball                | Auvergne-Rhône-Alpes, Cantal, Saint-Flour                                   | 10e, poule 4       |                         |
| Bron Handball                       | Auvergne-Rhône-Alpes, Métropole de Lyon, Bron                               | 1er de N2, poule 7 |                         |
| Handball Plan-de-Cuques rés.        | Provence-Alpes-Côte d'Azur, Bouches-du-Rhône, Plan-de-Cuques                | 1er de N2, poule 8 |                         |

### Carte
| \| Mios Rochechouart Angoulême Bergerac Côte basque Nantes La Roche-sur-Yon Montluçon Mérignac Bruguières Celles-sur-B. Tardets-Sorholus Fleury Octeville Rouen Brest Rennes Harnes Colombelles Saint-Amand Chambray Rueil-Malmaison Elliant Béthune Besançon Dijon Metz Reims Saint-Maur Strasbourg Chevigny Yutz Palaiseau Villemomble Saône La Motte-S. Annecy-le-V. Bouc-Bel-Air Nice Cannes Montpellier Mazan Saint-Étienne Thuir Saint-Flour Bron Plan-de-Cuques \| Localisation des clubs engagés dans le championnat. |
| Mios Rochechouart Angoulême Bergerac Côte basque Nantes La Roche-sur-Yon Montluçon Mérignac Bruguières Celles-sur-B. Tardets-Sorholus Fleury Octeville Rouen Brest Rennes Harnes Colombelles Saint-Amand Chambray Rueil-Malmaison Elliant Béthune Besançon Dijon Metz Reims Saint-Maur Strasbourg Chevigny Yutz Palaiseau Villemomble Saône La Motte-S. Annecy-le-V. Bouc-Bel-Air Nice Cannes Montpellier Mazan Saint-Étienne Thuir Saint-Flour Bron Plan-de-Cuques                                                           |

## Première phase

### Légende
- Promu en Division 2 ou barragiste pour l'accession à cette division.
- Repêché d'une relégation en Nationale 2.
- Relégué en Nationale 2.
- Rétrogradé en Nationale 2 pour raison extra-sportive.
- R : Relégué de Division 2.
- P : Promu de Nationale 2.

### Poule 1

#### Classement
|    | Équipe                       | Pts   | J  | G  | N | P  | Bp  | Bc  | Diff |
| -- | ---------------------------- | ----- | -- | -- | - | -- | --- | --- | ---- |
| 1  | Bergerac 2P HB               | 61    | 22 | 19 | 1 | 2  | 692 | 585 | 107  |
| 2  | La Roche-sur-Yon Vendée HB   | 56    | 22 | 16 | 2 | 4  | 595 | 521 | 74   |
| 3  | Rochechouart St-Junien HB 87 | 42    | 22 | 15 | 0 | 7  | 630 | 540 | 90   |
| 4  | US Mios-Biganos HB           | 50    | 22 | 13 | 2 | 7  | 562 | 507 | 55   |
| 5  | Côte Basque Handball         | 50    | 22 | 13 | 2 | 7  | 655 | 593 | 62   |
| 6  | Angoulême Charente handball  | 47    | 22 | 11 | 3 | 8  | 632 | 597 | 35   |
| 7  | HBC Celles-sur-Belle rés. P  | 38    | 22 | 8  | 0 | 14 | 514 | 584 | -70  |
| 8  | Neptunes de Nantes rés.      | 38    | 22 | 7  | 2 | 13 | 580 | 618 | -38  |
| 9  | Mérignac Handball rés.       | 38    | 22 | 7  | 2 | 13 | 593 | 628 | -35  |
| 10 | Bruguières OC 31             | 36    | 22 | 6  | 2 | 14 | 575 | 628 | -53  |
| 11 | BS Montluçon HB              | 31 -1 | 22 | 4  | 2 | 16 | 535 | 641 | -106 |
| 12 | Zibero Sport Tardets P       | 30    | 22 | 3  | 2 | 17 | 488 | 609 | -121 |

### Poule 2

#### Classement
|    | Équipe                       | Pts  | J  | G  | N | P  | Bp  | Bc  | Diff |
| -- | ---------------------------- | ---- | -- | -- | - | -- | --- | --- | ---- |
| 1  | HB Octeville-sur-Mer         | 59-2 | 22 | 18 | 3 | 1  | 686 | 519 | 167  |
| 2  | Rouen Handball               | 56   | 22 | 17 | 0 | 5  | 682 | 558 | 124  |
| 3  | Brest Bretagne Handball rés. | 49   | 22 | 13 | 1 | 8  | 588 | 508 | 80   |
| 4  | Roz Hand'Du 29 P             | 48   | 22 | 12 | 2 | 8  | 597 | 552 | 45   |
| 5  | CPB Rennes Handball          | 47   | 22 | 12 | 1 | 9  | 576 | 579 | -3   |
| 6  | Harnes HBC                   | 46   | 22 | 11 | 2 | 9  | 568 | 540 | 28   |
| 7  | Saint-Amand Handball rés.    | 44   | 22 | 10 | 2 | 10 | 660 | 670 | -10  |
| 8  | CJF Fleury Loiret Handball R | 42   | 22 | 9  | 2 | 11 | 557 | 595 | -38  |
| 9  | CL Colombelles Handball      | 40   | 22 | 9  | 0 | 13 | 578 | 604 | -26  |
| 10 | Chambray Touraine HB rés.    | 39   | 22 | 8  | 1 | 13 | 598 | 627 | -29  |
| 11 | Rueil AC Handball            | 32   | 22 | 4  | 2 | 15 | 521 | 604 | -83  |
| 12 | Stade béthunois P            | 23-1 | 22 | 1  | 0 | 21 | 473 | 728 | -255 |

1. ↑  Le Stade béthunois a perdu un match par forfait (0-20)

### Poule 3

#### Classement
|    | Équipe                          | Pts | J  | G  | N | P  | Bp  | Bc  | Diff |
| -- | ------------------------------- | --- | -- | -- | - | -- | --- | --- | ---- |
| 1  | Palente Besançon HB R           | 64  | 22 | 21 | 0 | 1  | 751 | 567 | 184  |
| 2  | Metz Handball rés.              | 58  | 22 | 18 | 0 | 4  | 745 | 572 | 173  |
| 3  | ES Besançon rés.                | 52  | 22 | 14 | 2 | 6  | 680 | 624 | 56   |
| 4  | Villemomble Handball P          | 52  | 22 | 14 | 2 | 6  | 674 | 630 | 44   |
| 5  | JDA Dijon HB rés.               | 46  | 22 | 12 | 0 | 10 | 668 | 653 | 15   |
| 6  | Stella Saint-Maur Handball rés. | 42  | 22 | 9  | 2 | 11 | 595 | 610 | -15  |
| 7  | Yutz Handball féminin           | 40  | 22 | 8  | 2 | 12 | 574 | 621 | -47  |
| 8  | Reims Champagne HB              | 39  | 22 | 8  | 1 | 13 | 603 | 653 | -50  |
| 9  | US Palaiseau                    | 39  | 22 | 7  | 3 | 12 | 635 | 708 | -73  |
| 10 | ASPTT Strasbourg                | 37  | 22 | 7  | 1 | 14 | 618 | 671 | -53  |
| 11 | Chevigny-Saint-Sauveur HB       | 35  | 22 | 6  | 1 | 15 | 677 | 767 | -90  |
| 12 | Entente Saône Mamirolle HB P    | 24  | 22 | 1  | 0 | 21 | 581 | 725 | -144 |

### Poule 4

#### Classement
|    | Équipe                              | Pts | J  | G  | N | P  | Bp  | Bc  | Diff |
| -- | ----------------------------------- | --- | -- | -- | - | -- | --- | --- | ---- |
| 1  | Union du pays d'Aix Bouc HB         | 60  | 22 | 19 | 0 | 3  | 688 | 549 | 139  |
| 2  | SHBC La Motte-Servolex              | 57  | 22 | 16 | 3 | 3  | 616 | 560 | 56   |
| 3  | HBF Montpellier Frontignan 34       | 55  | 22 | 15 | 3 | 4  | 618 | 551 | 67   |
| 4  | OGC Nice CA HB rés.                 | 46  | 22 | 11 | 2 | 9  | 664 | 630 | 34   |
| 5  | Handball Plan-de-Cuques rés. P      | 45  | 22 | 11 | 1 | 10 | 680 | 635 | 45   |
| 6  | HBC Thuir                           | 45  | 22 | 11 | 1 | 10 | 605 | 603 | 2    |
| 7  | CS Annecy-le-Vieux HB               | 44  | 22 | 10 | 2 | 10 | 561 | 587 | -26  |
| 8  | AS Cannes Mandelieu Handball        | 43  | 22 | 10 | 1 | 11 | 640 | 618 | 22   |
| 9  | Bron Handball P                     | 38  | 22 | 8  | 0 | 14 | 581 | 625 | -44  |
| 10 | Mazan-Sorgues HB 84                 | 37  | 22 | 7  | 1 | 14 | 604 | 627 | -23  |
| 11 | Handball Saint-Étienne Métropole 42 | 31  | 22 | 4  | 1 | 17 | 574 | 691 | -117 |
| 12 | Saint-Flour Handball                | 27  | 22 | 2  | 1 | 19 | 523 | 678 | -155 |

### Classement interpoules des premiers
|   | Équipe                      | Pts  | J  | G  | N | P | Bp  | Bc  | Diff |
| - | --------------------------- | ---- | -- | -- | - | - | --- | --- | ---- |
| 1 | Palente Besançon HB R       | 64   | 22 | 21 | 0 | 1 | 751 | 567 | 184  |
| 2 | Bergerac 2P HB              | 61   | 22 | 19 | 1 | 2 | 692 | 585 | 107  |
| 3 | Union du pays d'Aix Bouc HB | 60   | 22 | 19 | 0 | 3 | 688 | 549 | 139  |
| 4 | HB Octeville-sur-Mer        | 59-2 | 22 | 18 | 3 | 1 | 686 | 519 | 167  |

- Promu en Division 2 et qualifié pour la finale du Championnat de France de Nationale 1.
- Promu en Division 2.
- Barragiste pour l'accession en Division 2.
- R : Relégué de Division 2.
- P : Promu de Nationale 2.

Le HB Octeville-sur-Mer a informé la Commission Organisation des Compétitions, de son refus d’être candidat à l'accession à la Division 2, pour la saison 2024-2025. Par conséquent, la COC a décidé lors de sa réunion, d’annuler les matches de barrage de Nationale 1 aller/retour pour l’accession en D2F prévus initialement les début juin 2024[réf. nécessaire].

## Phase finale
Le titre de champion de France se joue entre :
- Palente Besançon HB (meilleur premier de groupe de la compétition métropolitaine),
- Zayen la Hbf (Petit-Canal - champion de Guadeloupe),
- Arsenal du Robert (Le Robert - champion de Martinique)
- ASC Le Geldar de Kourou (champion de Guyane).

Comme la phase finale du Championnat de France Nationale 3 masculin, les rencontres se jouent au Palais Régional Omnisport Georges Theolade de Matoury (Guyane).
|  | Demi-finales                 | Demi-finales                 | Demi-finales                 | Demi-finales                 |                               |                       | Finale                       | Finale                       | Finale                       | Finale                       |
|  |                              |                              |                              |                              |                               |                       |                              |                              |                              |                              |
|  | 5 juin 2024 à 21h30, Matoury | 5 juin 2024 à 21h30, Matoury | 5 juin 2024 à 21h30, Matoury | 5 juin 2024 à 21h30, Matoury |                               |                       | 8 juin 2024 à 19h30, Matoury | 8 juin 2024 à 19h30, Matoury | 8 juin 2024 à 19h30, Matoury | 8 juin 2024 à 19h30, Matoury |
|  | Palente Besançon HB R        | Palente Besançon HB R        | 35                           | 35                           |                               |                       | 8 juin 2024 à 19h30, Matoury | 8 juin 2024 à 19h30, Matoury | 8 juin 2024 à 19h30, Matoury | 8 juin 2024 à 19h30, Matoury |
|  | Palente Besançon HB R        | Palente Besançon HB R        | 35                           | 35                           |                               |                       | 8 juin 2024 à 19h30, Matoury | 8 juin 2024 à 19h30, Matoury | 8 juin 2024 à 19h30, Matoury | 8 juin 2024 à 19h30, Matoury |
|  | Zayen la Hbf                 | Zayen la Hbf                 | 18                           | 18                           |                               |                       | 8 juin 2024 à 19h30, Matoury | 8 juin 2024 à 19h30, Matoury | 8 juin 2024 à 19h30, Matoury | 8 juin 2024 à 19h30, Matoury |
|  | Zayen la Hbf                 | Zayen la Hbf                 | 18                           | 18                           | Palente Besançon HB R         | Palente Besançon HB R | 23                           | 23                           |                              |                              |
|  | 5 juin 2024 à 19h30, Matoury |                              |                              |                              | Palente Besançon HB R         | Palente Besançon HB R | 23                           | 23                           |                              |                              |
|  |                              |                              | Arsenal du Robert            | Arsenal du Robert            | 18                            | 18                    |                              |                              |                              |                              |
|  | Arsenal du Robert            | Arsenal du Robert            | Arsenal du Robert            | Arsenal du Robert            | 18                            | 18                    | 37                           | 37                           |                              |                              |
|  | Arsenal du Robert            | Arsenal du Robert            |                              |                              |                               |                       |                              | 37                           |                              |                              |
|  | ASC Le Geldar de Kourou      | ASC Le Geldar de Kourou      | 21                           | 21                           |                               |                       |                              |                              |                              |                              |
|  | ASC Le Geldar de Kourou      | ASC Le Geldar de Kourou      | 21                           | 21                           | Match pour la troisième place |                       |                              |                              |                              |                              |
|  |                              |                              |                              |                              |                               |                       |                              |                              |                              |                              |
|  | 7 juin 2024 à 19h30, Matoury |                              |                              |                              |                               |                       |                              |                              |                              |                              |
|  | Zayen la Hbf                 | Zayen la Hbf                 | 26                           | 26                           |                               |                       |                              |                              |                              |                              |
|  | Zayen la Hbf                 | Zayen la Hbf                 | 26                           | 26                           |                               |                       |                              |                              |                              |                              |
|  | ASC Le Geldar de Kourou      | ASC Le Geldar de Kourou      | 33                           | 33                           |                               |                       |                              |                              |                              |                              |
|  | ASC Le Geldar de Kourou      | ASC Le Geldar de Kourou      | 33                           | 33                           |                               |                       |                              |                              |                              |                              |

ap = Après prolongation

## Bilan de la saison
| Tableau d'honneur de la saison 2023-2024 | |
| Compétition                              | Vainqueur |
| Nationale 1                              | Palente Besançon HB |
| Promotions et relégations                | |
| Promu en Division 2                      | Palente Besançon HB R Bergerac 2P HB Union du pays d'Aix Bouc HB |
| Relégués de Division 2                   | Toulouse Féminin HB Noisy-le-Grand handball |
| Relégués en Nationale 2                  | Stade béthunois handball P Entente Saône Mamirolle HB P Saint-Flour Handball Handball Saint-Étienne Métropole 42 Zibero Sport Tardets P BS Montluçon HB Bruguières OC 31 Rueil AC Handball Chevigny-Saint-Sauveur HB Mazan-Sorgues HB 84 Chambray Touraine HB rés. ASPTT Strasbourg                                                      |
| Promus de Nationale 2                    | Paris 92 rés. AL Saint-Genis-Laval HB Rosières Saint-Julien HB CS Reichstett HB Bléré Val de Cher Handball CM Aubervilliers Nim'Arguerittes P (USAM Nîmes Gard à partir de la saison prochaine) CM Floirac Cenon HB Saint-Loubès Handball AS Sainte-Maure Troyes HB Achenheim Truchtersheim Handball rés. R Bassin Mussipontain Handball |